# Aeroporto di Mosca-Ostaf'evo
L'aeroporto di Mosca-Ostaf'evo (in russo Аэропорт Остафьево) (ICAO: UUMO) un aeroporto internazionale situato vicino a Mosca, in Russia. L'aeroporto è chiamato anche Ostafievo.

## Storia
È stato aperto nel 2000 ed è l'aeroporto civile più vicino al centro della capitale russa Mosca. Attualmente l'aeroporto di Mosca-Ostafievo è aperto solo per i voli charter.
Nel 2005 la Eurocopter Vostok (in russo: Еврокоптер Восток) ha aperto con la Gazpromavia il complesso di manutenzione degli elicotteri prodotti dal Eurocopter Group, in particolare per Eurocopter EC 175.
Nel 2013 la Gazpromavia ha comunicato che la ricostruzione dell'aeroporto prevede l'ampliamento del Terminal per i voli business e la ricostruzione con il prolungamento della pista aeroportuale esistente.

## Dati tecnici

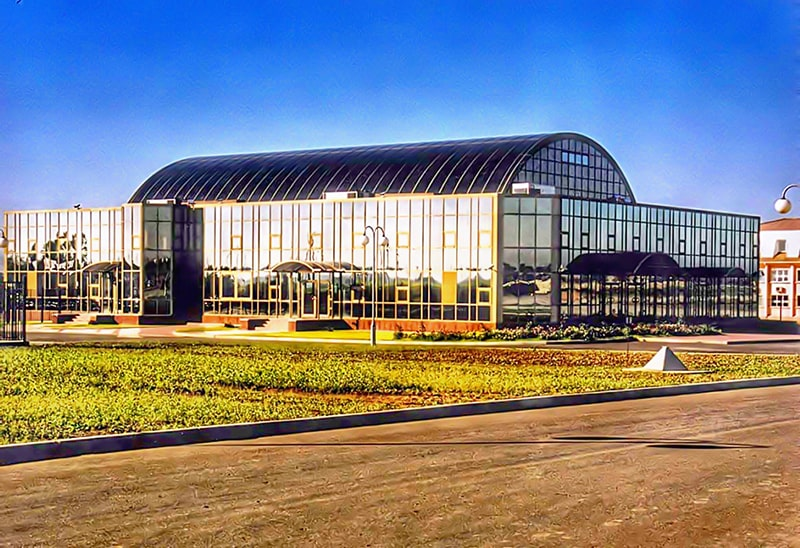
La costruzione dell'aeroporto di Ostafyevo

L'aeroporto di Mosca-Ostafievo è attualmente dotato di una pista attiva e una in fase di costruzione.
La lunghezza della pista attiva è di 2,430 m x 48 m. La pista dell'aeroporto è dotata del sistema PAPI. L'aeroporto è aperto 24 ore al giorno.
È in progetto la costruzione della nuova pista e l'ampliamento della pista attuale.

## Aeroporti di Mosca
- Aeroporto di Mosca-Bykovo
- Aeroporto di Mosca-Domodedovo
- Aeroporto di Mosca-Šeremet'evo
- Aeroporto di Mosca-Tušino
- Aeroporto di Mosca-Vnukovo